# Пјеве ди Кадоре
Пјеве ди Кадоре (итал. Pieve di Cadore) је насеље у Италији у округу Белуно, региону Венето.
Према процени из 2011. у насељу је живело 3342 становника. Насеље се налази на надморској висини од 843 м.

## Становништво
Према резултатима пописа становништва 2011. у општини је живело 3.956 становника.
| 1931. | 1936. | 1951. | 1961. | 1971. | 1981. | 1991. | 2001. | 2011. |
| ----- | ----- | ----- | ----- | ----- | ----- | ----- | ----- | ----- |
| 4.293 | 3.244 | 3.673 | 3.893 | 4.019 | 4.128 | 4.040 | 3.858 | 3.956 |